# SOCAR Tower

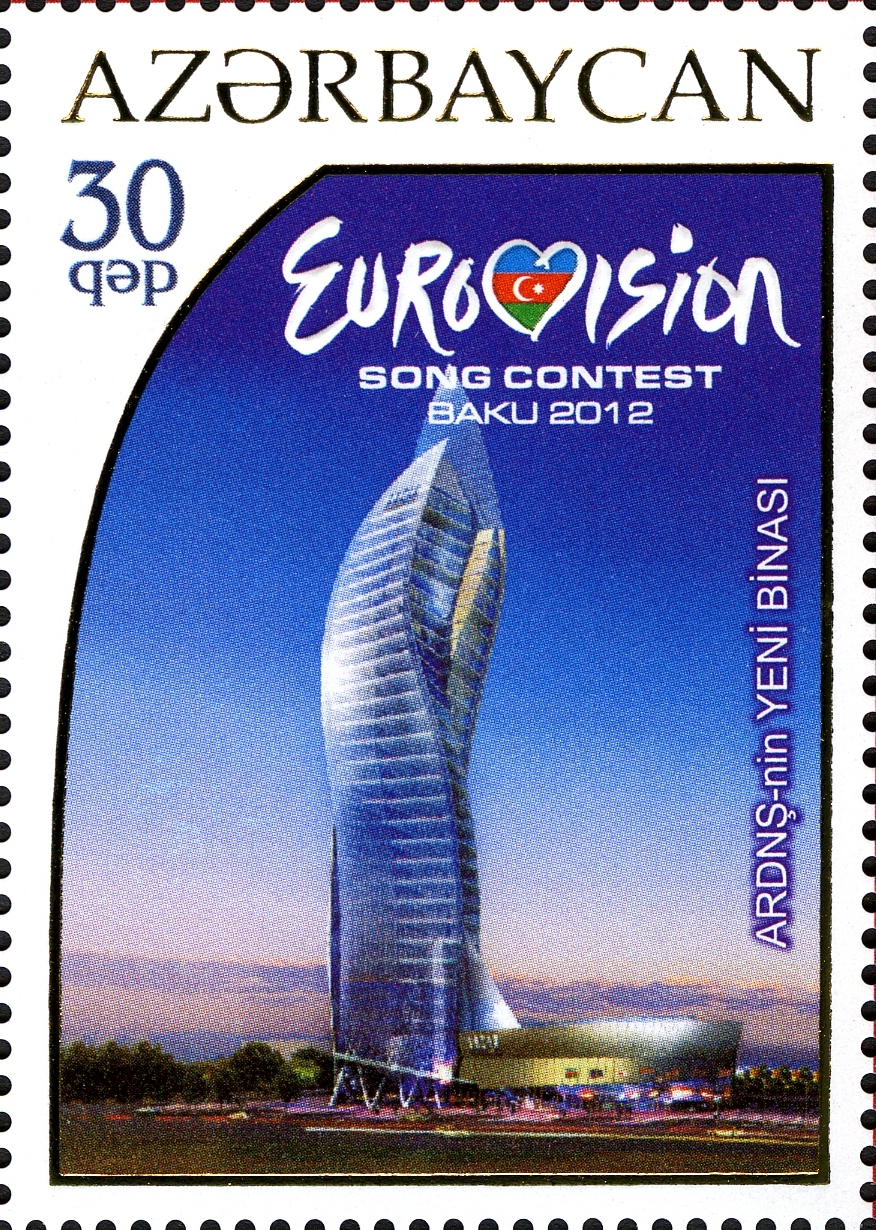
L'edificio ritratto in un francobollo

La SOCAR Tower è un grattacielo situato a Baku ed è l'edificio più alto dell'Azerbaijan e del Caucaso. L'edificio,ospita la sede della SOCAR (compagnia petrolifera statale della Repubblica dell'Azerbaigian). La costruzione è iniziata nel 2010 ed è stata completata nel 2016. La SOCAR Tower si trova a Heydar Aliyev Avenue, al centro di Baku. L'opera è costata 406,5 milioni di dollari.